# Проверено.Медиа
Проверено.Медиа — російськомовний фактчекінговий проєкт, заснований у 2020 році російським журналістом-фактчекером Іллею Бером. Власні матеріали сайту розповсюджуються під вільною ліцензією Creative Commons Attribution 4.0.

## Історія

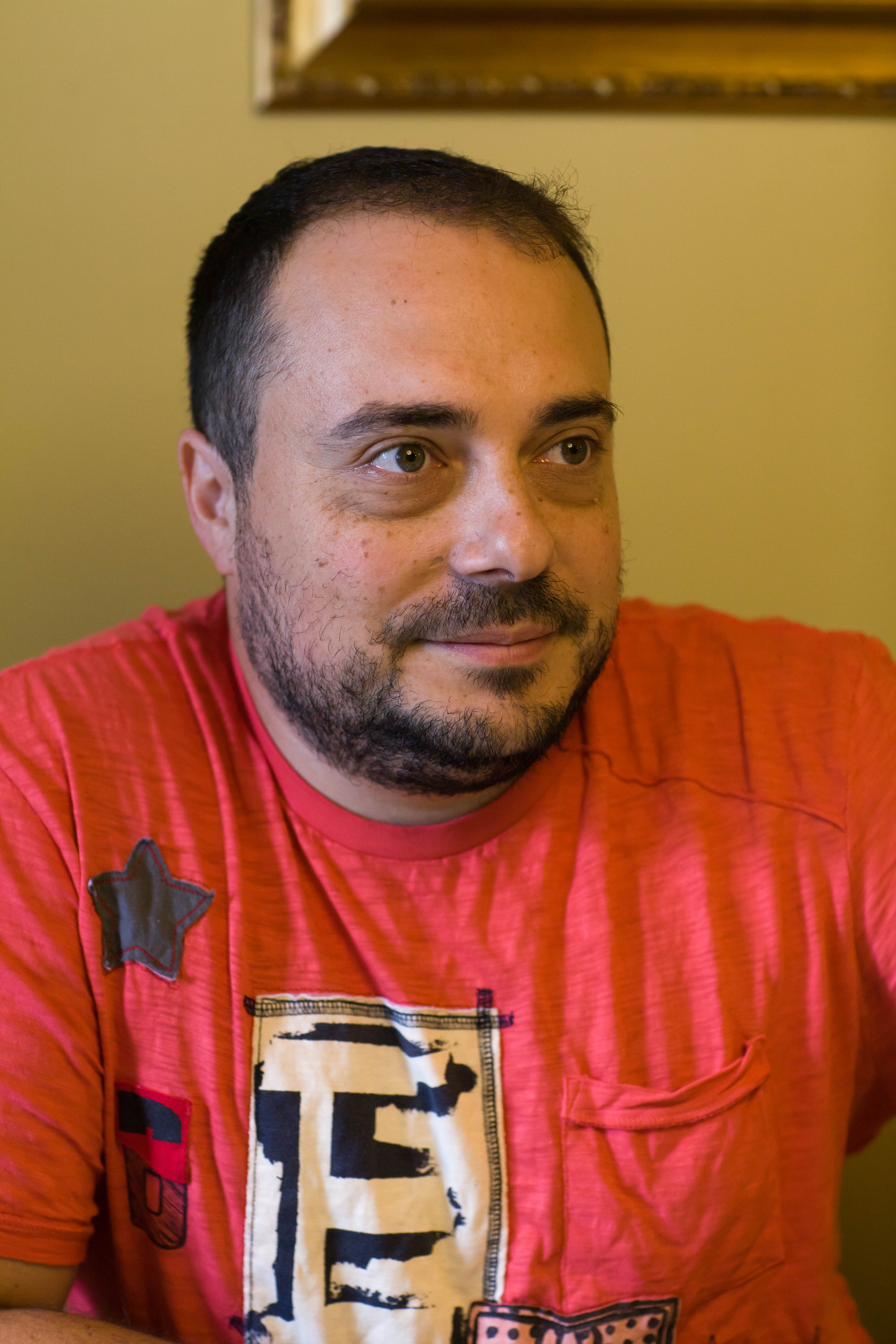
Ілля Бер, 2019

За словами Іллі Бера, думка про створення власного фактчекінгового проєкту прийшла до нього в 2018 році.
Плани були різні, але довгий час все залишалося на рівні ідей, поки раптово в голові не окреслилася картина, як це має бути. Надихнувся найстарішим сайтом у цій галузі snopes.com і вирішив зробити російський варіант — ресурс, який буде не тільки енциклопедією найпопулярніших фейків, але і живою платформою, що їх викриває. Придумав назву — «Проверено».
Оригінальний текст (рос.)
Планы были разные, но долгое время все оставалось на уровне идей, пока в один момент в голове не обрисовалась картина, как это должно быть. Вдохновился старейшим сайтом в этой области snopes.com и решил сделать русский вариант — ресурс, который будет не только энциклопедией самых популярных фейков, но и живой платформой, разоблачающей их. Придумал название — «Проверено».

"Проверено" було задумано та реалізовано у форматі некомерційного просвітницького медіа, завданням якого стали викриття фейків, перевірка чуток та міських легенд. Перші 15 матеріалів Ілля написав сам і показав їх друзям у Facebook. Отримавши позитивні відгуки, Бер почав шукати шляхи розвитку проєкту. У жовтні 2020 року у проєкту з'явився великий партнер Яндекс Дзен. З цього моменту розпочалася постійна робота та регулярна публікація оригінальних матеріалів видання. У 2021 році в команді «Проверено. Медіа» було вже 5 осіб, на 2022 — 11 осіб.

## Співпраця з іншими платформами
У 2019 році Ілля Бер з Катериною Котрікадзе, керівником інформаційної служби та московської редакції телеканалу RTVI, запустили на каналі рубрику «Проверено».
У середині 2021 року стартував спільний проєкт «Проверено.Медиа» та радіо «Коммерсант FM» — «Проверка слуха». На радіо щодня кілька разів виходить однойменна рубрика з розбором того чи іншого факту.
Інший спільний проєкт був реалізований з телеканалом «Дождь», а з інтернет-виданнями Meduza та «Важные истории» іноді виходять спільні публікації.

## Методологія оцінки
На сайті використовується набір із 17 стікерів, розроблений за зразком Snopes.com. За допомогою такого стікера виноситься остаточний вердикт.
- Зелені стікери: «Правда», «Большей частью правда», «Скорее всего, правда».
- Жовті стікери: «Полуправда», «Сатирические новости», «Легенда».
- Сірий стікер: «Это не точно» (виставляється при нестачі доступної інформації та неможливості зробити на її основі певні висновки).
- Червоні стікери: «Неправда», «Большей частью неправда», «Скорее всего, неправда», «Вырвано из контекста», «Неверная атрибуция цитаты», «Искажённая цитата», «Мошенничество», «Фейк», «Заблуждение».

## Теми
На початку основними темами проєкту були «Міські легенди», «Лженаука», «Надприродне», «Містифікація», «Розіграші», «Теорія змови», «Фальшиві цитати», «Чутки про знаменитостей».

«Проверено.Медиа» працює, серед іншого, з гострими політичними темами, при цьому базова установка для редакторів — залишати політичні погляди та переваги при собі.
У нас такий підхід — ми себе почуваємо людьми російської культури, але при цьому громадянами світу. Цікавимося російською повісткою та подіями, що проходять навколо. Ми тематично не обмежуємо себе, хоча й працюємо для російськомовної аудиторії. Портрет аудиторії у мене в голові є. І те, що частини цієї аудиторії може бути цікавим, потраплятиме до нас на сайт.
Оригінальний текст (рос.)
У нас подход такой — мы себя ощущаем людьми русской культуры, но при этом гражданами мира. Интересуемся российской повесткой и событиями, которые проходят вокруг. Мы себя тематически не ограничиваем, хотя и работаем для русскоязычной аудитории. Портрет аудитории у меня в голове есть. И то, что части этой аудитории может быть интересно, будет попадать к нам на сайт.— Ілля Бер
Після початку повномасштабного російського вторгнення в Україну у 2022 році проєкт став приділяти багато уваги викриттю фейків, що генеруються обома сторонами під час інформаційної війни. Через 10 днів після введення російських військ на Україну Ілля Бер покинув Росію і переїхав до Таллінна, звідки продовжив керівництво проєктом. 5 травня 2022 року з'явилася інформація про розпочату співробітниками російської поліції перевірку щодо Бера після виходу чергового матеріалу «Проверено.Медиа», де розбиралася спотворена інтерпретація статті The Guardian про події в Бучі.

## Блокування в Росії
16 грудня 2022 Роскомнадзор заблокував сайт «Проверено.Медиа» на території Росії .